# Katafalkvagn

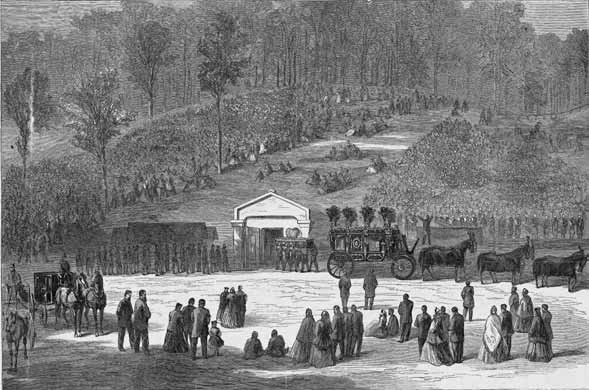
Denna teckning visar Abraham Lincolns begravning, där kistan anlände i en katafalkvagn dragen av 6 hästar

Katafalkvagnen var en hästdragen vagn som användes till begravningståg för högt uppsatta personer under 1800-talet. Även under 1900-talets början användes vagnen för att föra de döda till kyrkogården. Vagnen har fått sitt namn från den ställning som likkistan står på, en så kallad katafalk.
Katafalkvagnen var alltid svart och omsorgsfullt, viktorianskt utsmyckat. Sidorna på vagnen var gjorda av glas för att man skulle se kistan och eventuella blommor inuti vagnen. Kusken var alltid traditionellt svartklädd med frack och hög cylinderhatt.
Vagnen drogs av svarta hästar, oftast två och av rasen Frieserhäst som var smyckade med svarta plymer och ett svart täcke över baken. Abraham Lincoln var den enda presidenten, vars kista fördes till begravningen med hjälp av en katafalkvagn, dragen av sex svarta hästar.